# Scleria boivinii
Scleria boivinii är en halvgräsart som beskrevs av Ernst Gottlieb von Steudel. Scleria boivinii ingår i släktet Scleria och familjen halvgräs. Inga underarter finns listade i Catalogue of Life.